# AMOS (sistema de mortero)
AMOS o Advanced Mortar System es una torreta de mortero automática de 120 mm de doble cañón y carga de recámara. AMOS se ha instalado en una amplia gama de vehículos blindados, como el Sisu Pasi, Patria AMV y el CV 90. La Armada sueca originalmente planeó instalar AMOS en la nave de asalto CB90, pero descubrió que era demasiado pequeño para llevarlo. En cambio, se lanzó un proyecto para desarrollar el Combat Boat 2010 más grande específicamente para llevar AMOS. Suecia canceló su adquisición de AMOS en 2009 debido a las regulaciones presupuestarias. En 2016, las fuerzas armadas suecas encargaron un nuevo sistema de mortero autopropulsado llamado Mjölner montado en un casco CV 90, se basa en el AMOS y tiene muchas similitudes visuales pero no es tan avanzado.

## Diseño
Cuando se instala en un vehículo, se utilizan tanto el posicionamiento por GPS como por inercia. El sistema electrónico de control de disparo utiliza mapas digitales. El AMOS de dos cañones es capaz de mantener una velocidad de 12 disparos por minuto. Usando su función MRSI controlada por computadora (impacto simultáneo de múltiples rondas) es posible configurar una ráfaga de hasta 16 rondas que golpean el objetivo simultáneamente. Las primeras rondas se disparan a ángulos más altos con más propulsor para que las rondas vuelen en un arco alto. Las siguientes rondas se disparan más tarde con un ángulo un poco más pequeño y menos propulsor para que vuelen un arco más bajo hacia el mismo objetivo. Esto se puede hacer siete veces seguidas, siempre ajustando el ángulo y la potencia. El ajuste entre disparos se realiza mediante una computadora. El impacto de una unidad AMOS equivale aproximadamente a un impacto de una batería de artillería.
Una torreta AMOS tiene un campo de fuego completo de 360 grados en elevaciones de -3 a +85 grados. AMOS es capaz tanto de fuego indirecto convencional como de fuego directo para autoprotección. En una instalación típica, montada en un Patria AMV o un vehículo similar, el vehículo puede lanzarse a la siguiente posición aproximadamente 30 segundos después de iniciar la salva de 14 rondas, dejando un tiempo mínimo para la detección y el contraataque del enemigo; la evasión es el medio principal de autoprotección.
AMOS es fabricado y comercializado por la finlandesa / sueca Patria Hägglunds, una empresa conjunta entre la finlandesa Patria y la sueca BAE Systems Hägglunds. El sistema se conoce como SSG120 en el servicio sueco. La munición para AMOS incluye la ronda guiada Strix y una modificación de la ronda de carga de mortero de 120 mm Instalaza MAT-120 española (aunque esta última está restringida del inventario finlandés debido a la asociación finlandesa en el Tratado de Ottawa que abolió las minas terrestres). Debido a que AMOS es de retrocarga, no puede disparar rondas de mortero estándar cargadas por la boca. Las rondas AMOS cuentan con un casquillo corto en la base de las aletas, similar a un zueco. De esta manera, las rondas gastadas disparadas por AMOS se pueden diferenciar fácilmente de los sistemas de mortero tradicionales.

## Operadores

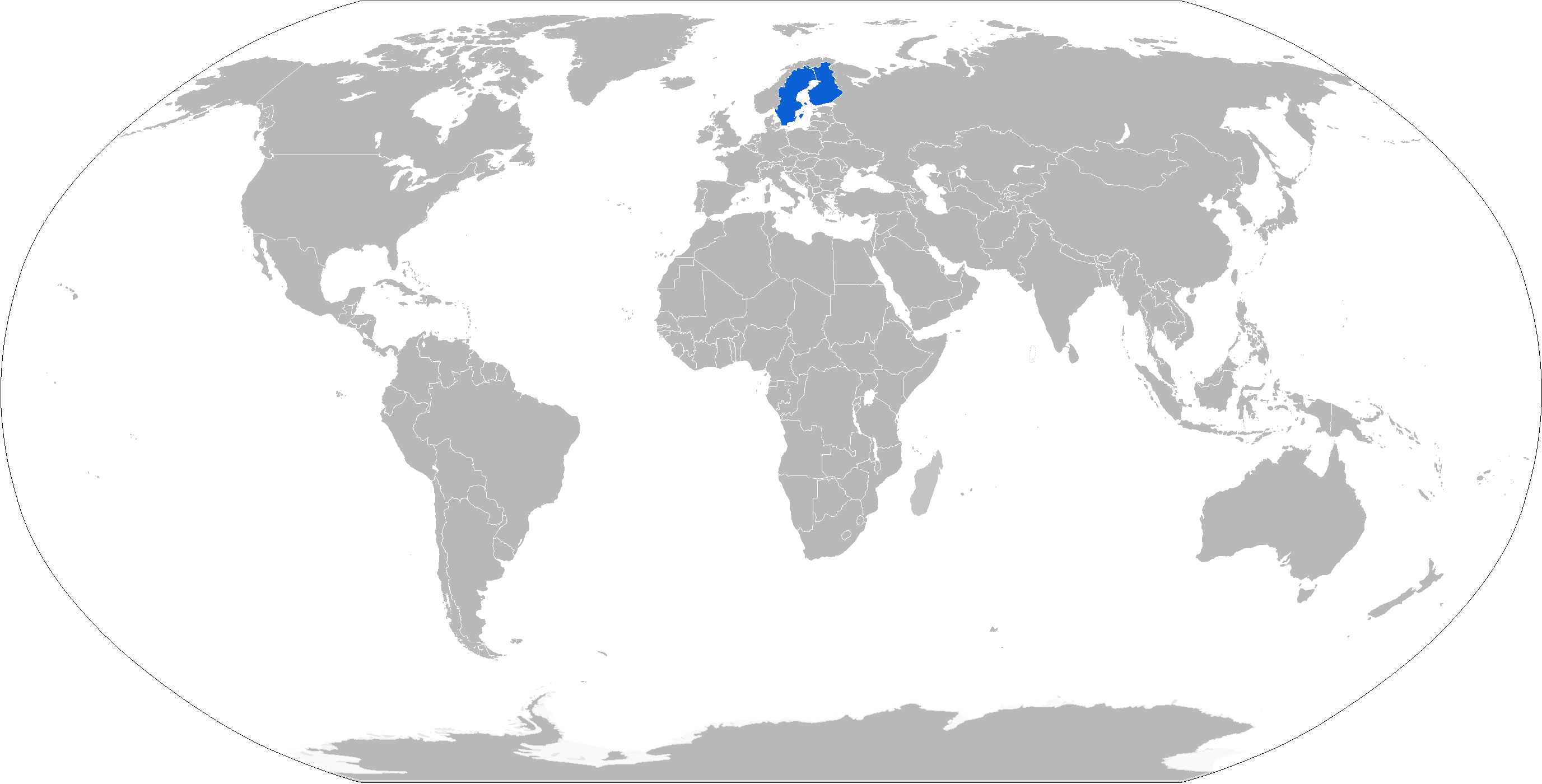
Mapa de AMOS operadores en azul

### Operadores actuales
- Finlandia
- Suecia